# 튜브스터
튜브스터(Tubester)는 대한민국 서울특별시 서초구 반포한강공원 내 세빛섬(가빛섬)에서 체험할 수 있는 프라이빗 수상레저 어트랙션이다. 물 위에서 음식과 음료를 즐기며 한강의 풍경을 감상할 수 있는 원형 보트로, 국내 최초로 도입된 독특한 프라이빗 체험형 관광 콘텐츠이다.

## 개요
튜브스터(Tubester)는 대한민국 최초의 전기 모터 기반 원형 튜브 보트로, 한강 수상관광 활성화를 위해 기획된 수상 레저 콘텐츠다. 별도의 조종사 없이 간단한 조작만으로 한강 수면 위를 자유롭게 운항할 수 있으며, 1대당 최대 6~8명이 탑승 가능하다. 보트에는 테이블, 의자, 음료 거치대, 간이 조명, 음악 스피커 등이 기본 장착되어 있다.
튜브스터는 서울특별시 반포한강공원 내 세빛섬에서 운영되는 원형 수상 어트랙션으로, 대한민국의 수상레저 브랜드인 은예(주)가 기획 및 운영한다. 고정된 방향 없이 회전하며 물 위를 유영하는 독특한 구조를 통해 새로운 형태의 수상 체험을 제공하며, 주로 커플 및 가족 단위 이용객들에게 여가 및 관광 콘텐츠로 인기를 끌고 있다.
현재 튜브스터는 반포지점을 중심으로 시즌별 다양한 운영지에서 전개되고 있으며, 관광·레저·디자인 기술을 융합한 콘텐츠로 수상레저 산업의 다양화와 문화적 확장을 지향하고 있다. 브랜드는 고객, 제품, 운영 주체 간의 조화와 유기적 관계를 중시하며, 고품질 서비스 제공과 고객 만족을 주요 가치로 삼고 있다.

## 위치 및 운영
- 위치: 서울특별시 서초구 올림픽대로 2085, 반포한강공원 세빛섬 내 가빛섬 마리나
- 운영시간: 시즌별 변동 (주간/야간 운항 가능)
- 이용시간: 약 30~40분
- 예약 방식: 사전 온라인 예약 또는 현장 발권
- 이용요금: 회당 60,000 ~ 100,000원 (정원 기준 변동)

## 이용방법

### 이용순서
1. 구명조끼를 반드시 착용한다.
2. 튜브스터 이용안내 및 주의사항에 대한 사전 교육을 받는다.
3. 탑승 및 하선 시간을 반드시 확인한다.
4. 조작방법 숙지
  1. 조작핸들을 오른쪽(전진)으로 돌리면 앞으로 나감 (속도 1~5단계 조절 가능)
  2. 조작핸들을 왼쪽(후진)으로 돌리면 뒤로 감 (속도 1~3단계 조절 가능)
  3. 조작핸들을 좌우로 움직여 방향을 조절함
  4. 조작핸들을 0(중립)에 놓으면 정지함
5. 미리 준비한 식음료를 즐긴다.
  1. 식음료는 별도 지참하거나 세빛섬 편의시설에서 구입 가능
6. 하선 시간까지 계류시설로 복귀한다.
  1. 이용시간 초과 시 추가 요금 발생
7. 구명조끼를 반납하고, 소지품 유무를 확인한다.

## 이용 시 주의사항
1. 만 14세 이상은 보호자 없이 이용 가능
2. 소형 반려동물 동반 가능 (목줄 또는 케이지 필수)
3. 승선인원 제한 준수
  1. 최대 인원: 성인 기준 6~8인 (8인승 보트 4대 운영)
4. 운항 중 구명조끼 탈의 금지
5. 운항 중 음주 및 흡연 금지
6. 취사 및 화기 사용 절대 금지
7. 조작핸들은 만 19세 이상 성인만 사용 가능
  1. 동력부 또는 기타 설비 조작 및 파손 금지
  2. 핸들 급조작 또는 과격한 스피드 변경 금지
8. 운항 중 자리 이동, 기립행위, 몸을 보트 밖으로 내미는 행위는 사고 위험이 있음
9. 보트 간 충돌 주의
10. 이용구역 준수 (물 위의 부표 펜스 기준)
11. 쓰레기는 테이블 아래 쓰레기통에 버릴 것
12. 공공장소에서 과도한 애정행위 및 비도덕적 행위 금지
  1. 튜브스터는 연령 불문 누구나 즐기는 공공 수상레저 콘텐츠임
13. 소지품 분실 및 훼손에 유의 (책임은 이용자 본인에게 있음)
14. 사고 발생 시 근처 안전관리요원에게 손을 흔들어 알릴 것

## 주요 특징
- 프라이빗 체험: 타인과 동승하지 않으며, 독립된 그룹 체험 가능
- 피크닉 콘셉트: 치킨, 피자, 커피 등 간단한 음식과 음료를 보트 위에서 즐길 수 있음
- 서울 야경 명소: 반포대교, 달빛무지개분수, 서울 야경을 보며 탑승 가능
- 데이트 코스: 서울 데이트, 한강 데이트, 커플 액티비티로 각광

## 타는 방법
탑승자는 보트 위에서 간단한 식음료를 즐기며 자연 경관을 감상할 수 있고, 피크닉이나 파티, 소규모 모임 등 다양한 이벤트 공간으로도 활용된다. 이로 인해 ‘물 위의 카페(Café on the water)’, ‘물 위의 피크닉(Picnic on the water)’, ‘물 위의 파티(Party on the water)’라는 별칭으로 소개되기도 한다.

### 수상 체험
한강에서 튜브스터라는 작은 원형 보트를 탑승하여 즐길 수 있는 레져 체험 상품을 운영중에 있다.

### 이벤트 및 모임
낭만적인 데이트, 이색적인 이벤트, 특별한 모임을 위한 프로그램을 운영한다.
- 미니 프로포즈
- 미니 파티

## 연혁

### 2022년
- 03월 반포 세빛섬 사이트 오픈

### 2021년
- 03월 반포 세빛섬 사이트 오픈
- 12월 우수기술기업 인증서 3년 연속 획득

### 2020년
- 03월 반포 세빛섬 사이트 오픈

- 12월 우수기술기업 인증서 2년 연속 획득

### 2019년
- 04월 반포 세빛섬 사이트 오픈 서울랜드 사이트 오픈
- 08월 서울랜드 사이트 영구 폐장
- 12월 우수기술기업 인증서 최초 획득 (수상레저용 보트, 레저용품 디자인 기술 – (주)나이스디엔비)

### 2018년
- 04월 반포 세빛섬 사이트 오픈
- 08월 과천 서울랜드 사이트 신규 개장

### 2016년
- 04월 01일 세빛섬 튜브스터 사이트 오픈
- 11월 GS25 한강세빛섬점 오픈

### 2015년
- 01월 튜브스터 코리아(주) 법인 설립
- 03월 수상레저기구 안전검사 합격
- 04월 디자인 특허 등록 / 수상레저사업 등록 / 하천점용 허가 완료
- 05월 세빛섬 튜브스터 사이트 오픈
- 07월 본사 사무실 이전
- 10월 튜브스터 상표 등록
- 10월 튜브스터 서비스표 등록
- 11월 세빛섬 사이트 2015년 시즌 마감

## 갤러리

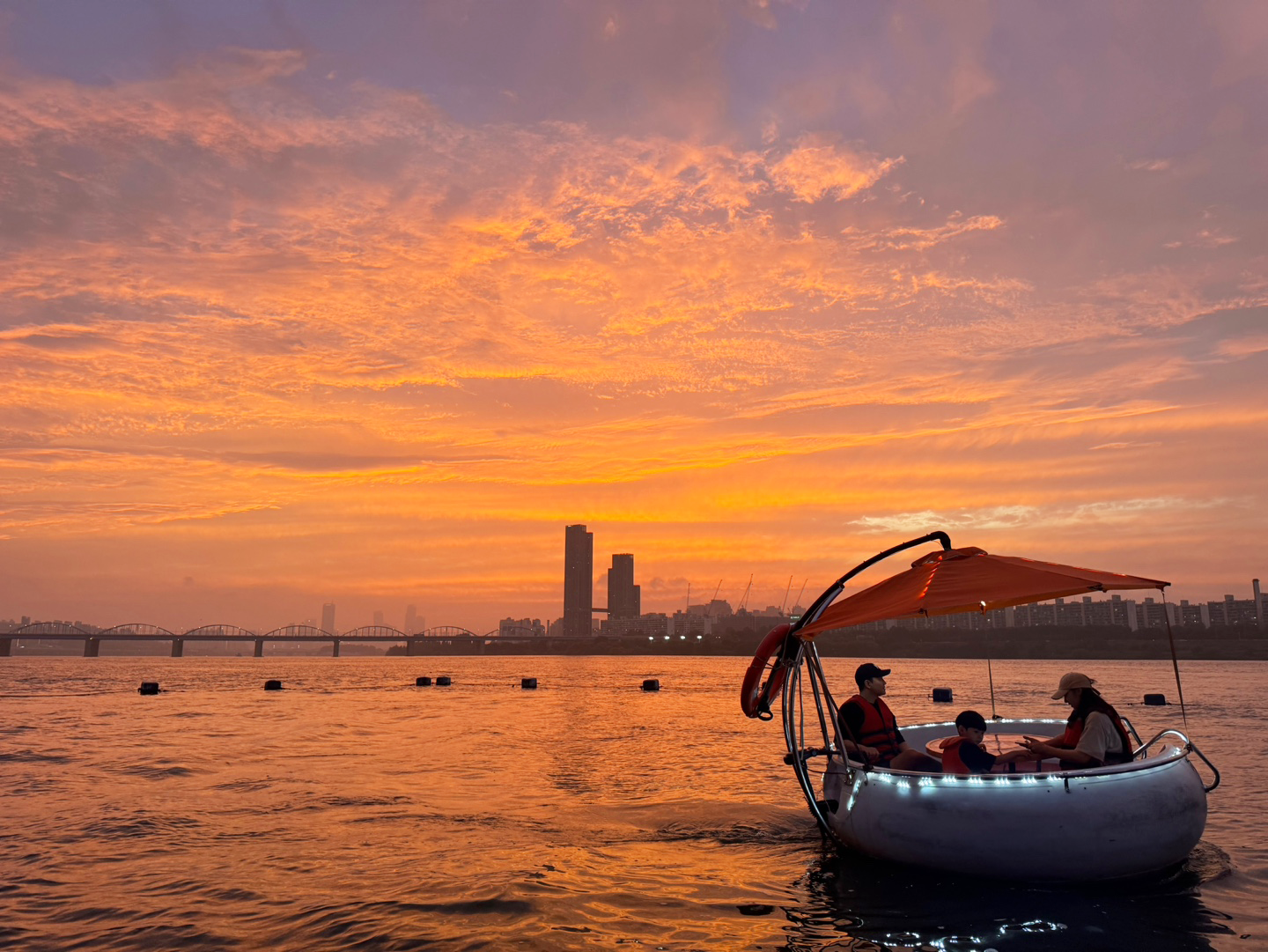
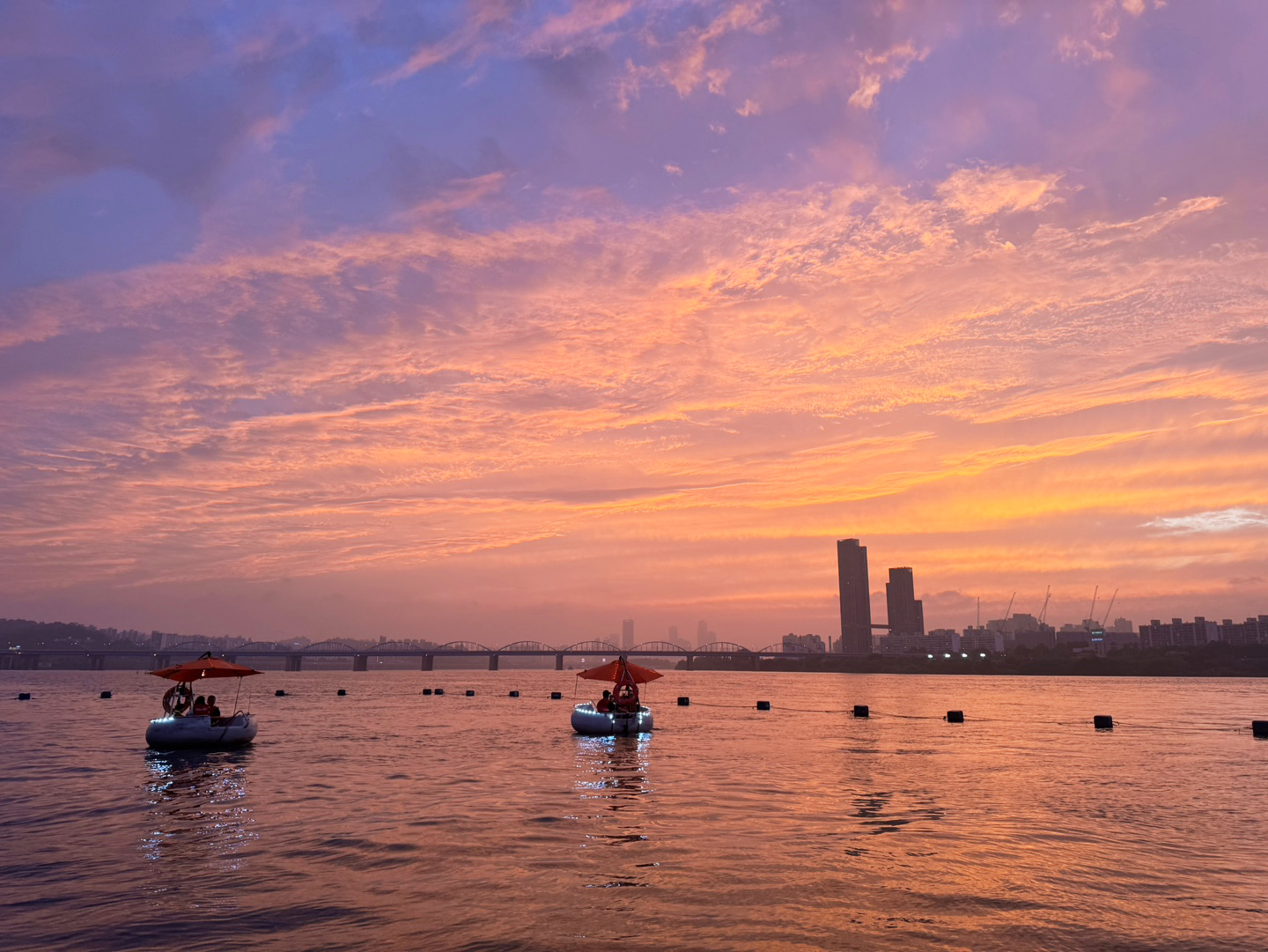
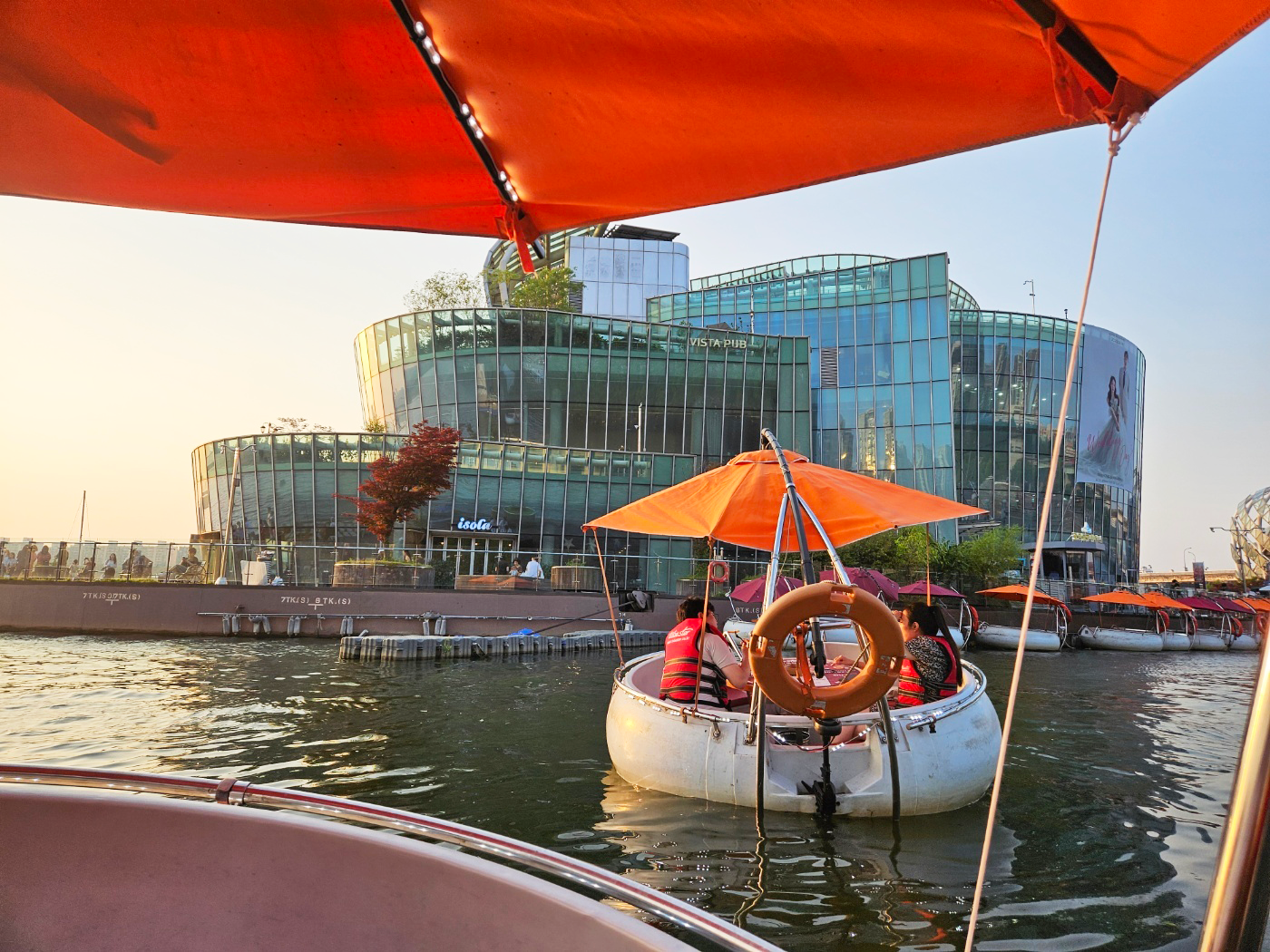
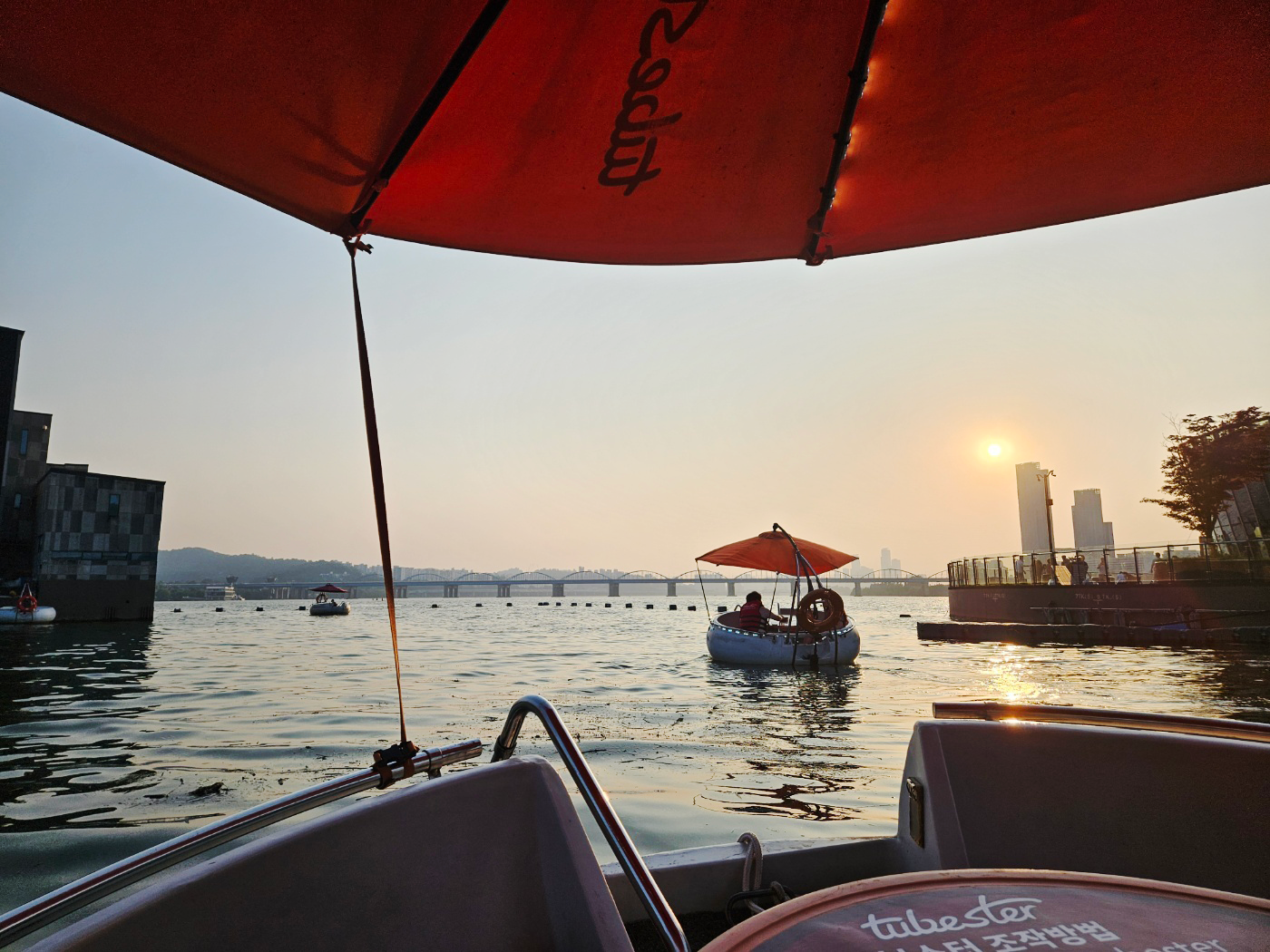
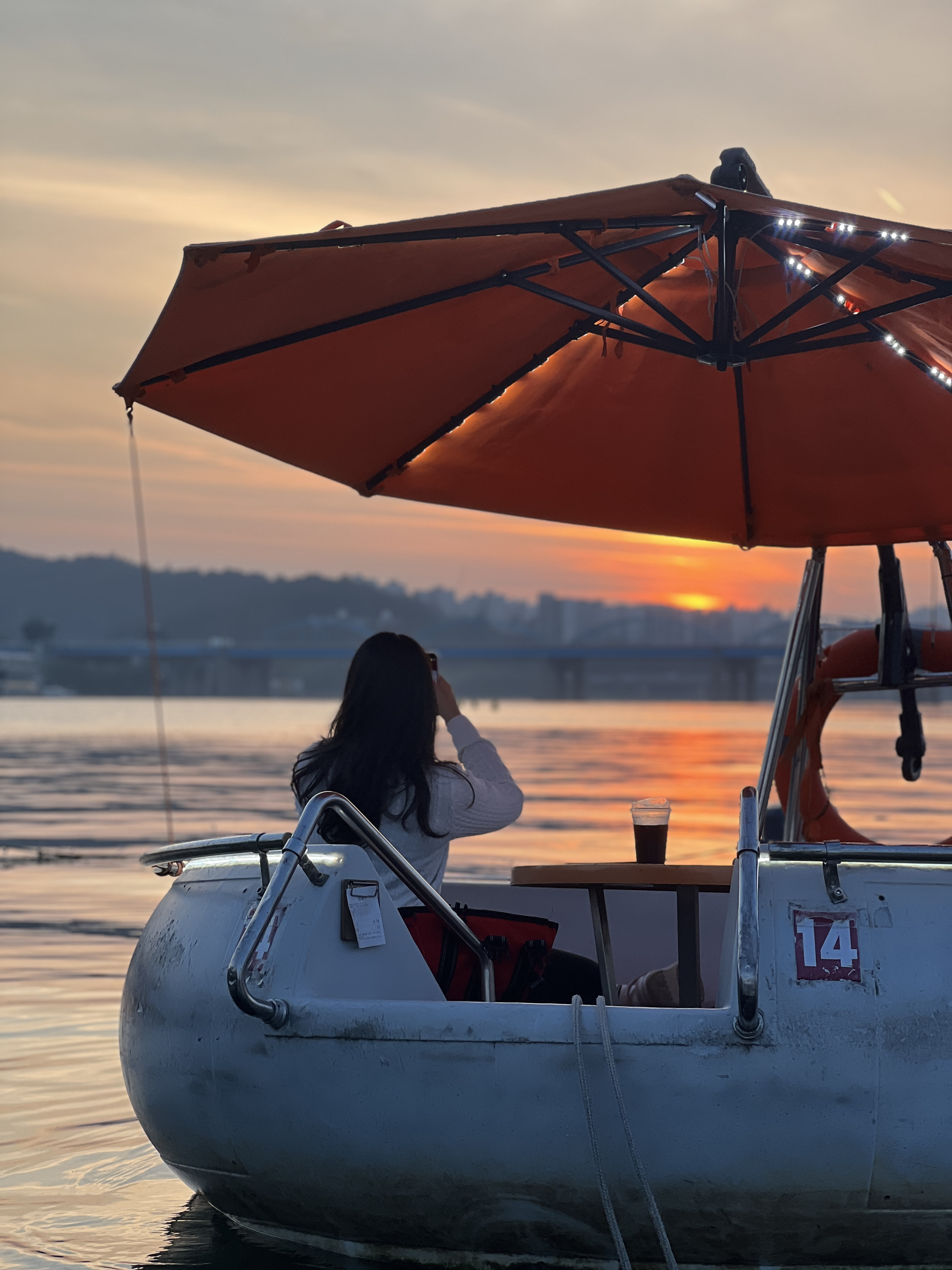
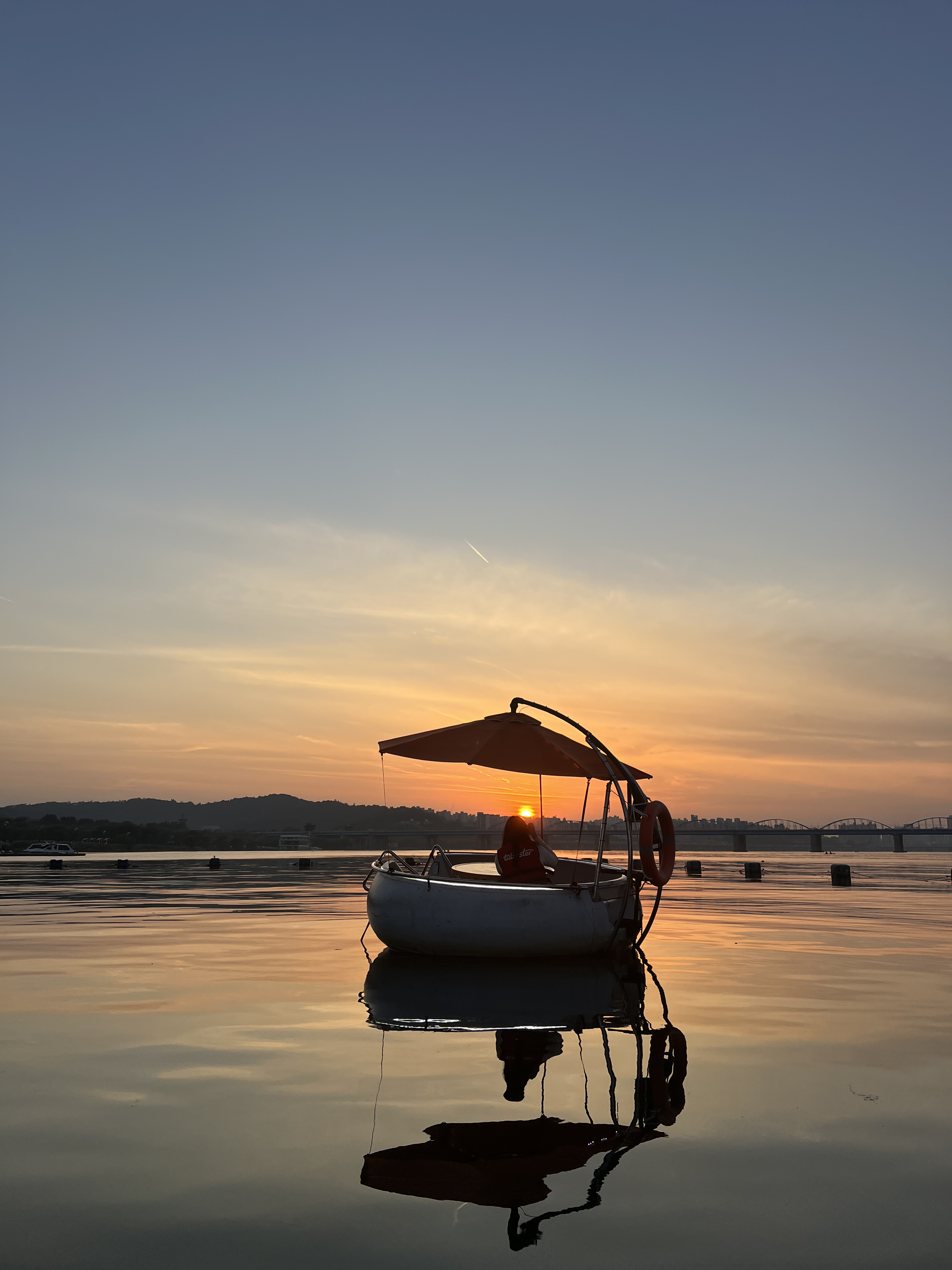
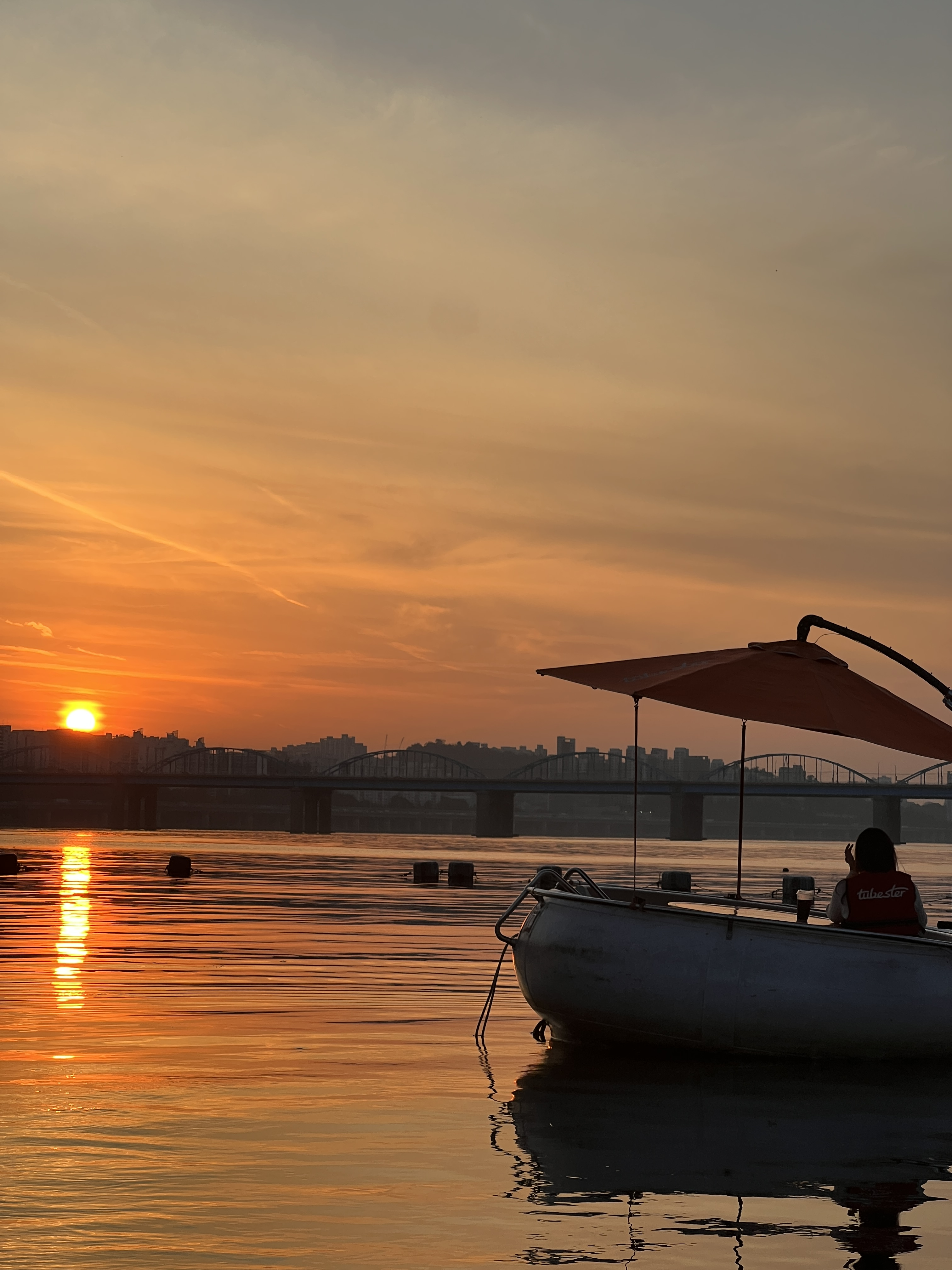

## 기타 정보
- 유사 콘텐츠: 서울요트, 한강 크루즈, 수상택시, 카약, SUP, 수상자전거
- 운영 주체: 골든블루마리나 서울 반포지점 세빛섬
- 환경 요소: 전기 모터 기반으로 탄소 배출이 없어 ESG(환경·사회·지배구조) 경영에 부합

## 참고 링크
- 골든블루마리나
- 세빛섬

## 문화적 맥락
튜브스터는 포스트 코로나 시대 이후 확산된 프라이빗 여행 수요 및 야외 체험 선호 트렌드에 따라 MZ세대, 외국인 관광객, 커플 및 가족 단위 여행객에게 인기를 끌고 있다. 디지털 디톡스, 한강 위 생일 파티, 프러포즈 장소 등 다양한 목적으로 활용되고 있다.